# Aeroportul Gamboma
Aeroportul Gamboma (IATA: GMM, ICAO: FCOG) este un aeroport din Republica Congo ce deservește zona Gamboma. A fost numit după zona deservită.
Situat la o altitudine de 460 m, aeroportul dispune de o singură pistă.